# Città extracircondariale

Le città extracircondariali tedesche (in giallo)

Una città extracircondariale (in tedesco: kreisfreie Stadt, definita nel Baden-Württemberg come Stadtkreis e in passato in Baviera come kreisunmittelbare Stadt) è un ente territoriale tedesco.
La città extracircondariale accentra le funzioni tipicamente assegnate al comune o a una città e quelle del circondario (Landkreis). La logica su cui si basano questi enti è demografica: quando una cittadina supera la popolazione media di un circondario, essendo quindi in grado di fornire essa stessa i servizi pubblici di quest'ultimo, diventa un unico comune-circondario. Il sindaco di una città extracircondariale da un punto di vista gerarchico ha lo stesso livello del governatore di un circondario (Landrat).
Di regola le città extracircondariali sono grandi città, nella definizione tedesca città con più di 100.000 abitanti; esistono però nel Baden-Württemberg, in Bassa Sassonia e nella Renania Settentrionale-Vestfalia alcune grandi città che non sono extracircondariali. Per contro, in Baviera e nell'area del Palatinato (un tempo appartenente alla Baviera e ora parte della Renania-Palatinato), esistono città extracircondariali che hanno meno di 50.000 abitanti.
La più piccola città extracircondariale è Zweibrücken (poco più di 35.000 abitanti) in Renania-Palatinato, la più grande è Monaco di Baviera con oltre 1,3 milioni di abitanti. Berlino e Amburgo sono più grandi ma essendo città-Länder sono casi particolari. Lo stato di Brema è costituito dalle due città extracircondariali di Brema e Bremerhaven. Dopo l'occupazione tedesca, questo sistema è rimasto pure in Francia, a Strasburgo e Thionville.

## Lista delle città extracircondariali

### Assia
- Darmstadt
- Francoforte sul Meno (Frankfurt am Main)
- Kassel
- Offenbach am Main
- Wiesbaden

### Baden-Württemberg
- Baden-Baden
- Friburgo in Brisgovia (Freiburg im Breisgau)
- Heidelberg
- Heilbronn
- Karlsruhe
- Mannheim
- Pforzheim
- Stoccarda (Stuttgart)
- Ulma (Ulm)

### Bassa Sassonia
- Braunschweig
- Delmenhorst
- Emden
- Oldenburg
- Osnabrück
- Salzgitter
- Wilhelmshaven
- Wolfsburg

### Baviera
- Amberg
- Ansbach
- Aschaffenburg
- Augusta (Augsburg)
- Bamberga (Bamberg)
- Bayreuth
- Coburgo (Coburg)
- Erlangen
- Fürth
- Hof
- Ingolstadt
- Kaufbeuren
- Kempten
- Landshut
- Memmingen
- Monaco di Baviera (München)
- Norimberga (Nürnberg)
- Passavia (Passau)
- Ratisbona (Regensburg)
- Rosenheim
- Schwabach
- Schweinfurt
- Straubing
- Weiden in der Oberpfalz
- Würzburg

### Brandeburgo
- Brandeburgo sulla Havel (Brandenburg an der Havel)
- Cottbus
- Francoforte sull'Oder (Frankfurt/Oder)
- Potsdam

### Meclemburgo-Pomerania Anteriore
- Rostock
- Schwerin

### Renania-Palatinato
- Coblenza (Koblenz)
- Frankenthal
- Kaiserslautern
- Landau in der Pfalz
- Ludwigshafen am Rhein
- Magonza (Mainz)
- Neustadt an der Weinstraße
- Pirmasens
- Spira (Speyer)
- Treviri (Trier)
- Worms
- Zweibrücken

### Renania Settentrionale-Vestfalia
- Aquisgrana (Aachen)
- Bielefeld
- Bochum
- Bonn
- Bottrop
- Colonia (Köln)
- Dortmund
- Duisburg
- Düsseldorf
- Essen
- Gelsenkirchen
- Hagen
- Hamm
- Herne
- Krefeld
- Leverkusen
- Mönchengladbach
- Mülheim an der Ruhr
- Münster
- Oberhausen
- Remscheid
- Solingen
- Wuppertal

### Sassonia
- Chemnitz
- Dresda (Dresden)
- Lipsia (Leipzig)

### Sassonia-Anhalt
- Dessau-Roßlau
- Halle (Saale)
- Magdeburgo (Magdeburg)

### Schleswig-Holstein
- Flensburgo (Flensburg)
- Kiel
- Lubecca (Lübeck)
- Neumünster

### Turingia
- Eisenach
- Erfurt
- Gera
- Jena
- Suhl
- Weimar